# Irāvatī
『Irāvatī』（イラーバティー）は、林原めぐみの8枚目のオリジナル・アルバム。1997年8月6日にスターチャイルドから発売された。2005年3月16日に再発売された。

## 解説
- 林原めぐみが歌った楽曲を集めたアルバムの第8作にあたる。前作『bertemu』から1年も経たずにリリースされた。シングル曲やリメイク曲が半分収録されているため、オリジナル・アルバムともベスト・アルバムとも取れる構成になっている。
- 前作では未収録だった「Just be conscious」、「Successful Mission」や先行シングルの「Reflection」が本作に収録された。収録構成はそれらに新曲を加えた全13曲となっている。なお「don't be discouraged」とそのカップリングの「Breeze」は収録されていない。
- キャッチコピーは「そこにあるのは心の声」
- タイトルの「Irāvatī」とは、サンスクリット語で「元気回復」「リフレッシュメント」「癒し」という意味であったが、さらに「酒を振る舞う」「食べきれない食べ物」と言う多種多様な意味もあったため、本人にとってはまさに打ってつけの言葉であるといえる。
- 初回限定盤に付いていた写真集の撮影は鹿児島県の屋久島にて行われた。本人曰く、屋久島に「呼ばれた」ため、同地を撮影場所にしたらしい[4]。
- 2005年3月16日に初回限定盤仕様（紙BOX仕様）の限定生産で復刻された。
- 岡崎律子提供の「雨の子犬」が収録される予定があったが[5]、大月がアルバムのコンセプトに合わないと判断したことにより収録が見送られた[6]。後に2010年発売のアルバム『CHOICE』にて収録された[7]。

## 記録
- 初動売上、通算売上ともに声優によるアルバムとして歴代最高売上枚数を記録している。
- 2週連続オリコンTOP10入り（初週5位、2週目8位）を記録している。
- 林原めぐみのリリースしたシングル・アルバム両方において唯一、年間TOP100入り（79位）を果たしている。
- 公称40万枚の売上があったことを、自著内のインタビューで発言している[8]。
- 1997年8月度、ゴールドディスクに認定された[2]。（2003年7月度以降の認定基準とは異なり、当時のゴールド認定基準は出荷枚数20万枚以上が基準となっている。）

## 収録曲
| #         | タイトル                                     | 作詞                                 | 作曲       | 編曲                                        | 時間  |
| --------- | -------------------------------------------- | ------------------------------------ | ---------- | ------------------------------------------- | ----- |
| 1.        | 「Good Luck!」                               | 岡崎律子                             | 岡崎律子   | 光宗信吉 コーラスアレンジ：岡崎律子         | 4:35  |
| 2.        | 「I'll be there（Ballade Version）」         | MEGUMI                               | 佐藤英敏   | 大平勉 コーラスアレンジ：奥井雅美           | 5:01  |
| 3.        | 「Successful Mission」                       | MEGUMI                               | 佐藤英敏   | 矢吹俊郎                                    | 4:11  |
| 4.        | 「魂のルフラン（Aqua Groove Mix）」          | 及川眠子                             | 大森俊之   | 大森俊之                                    | 5:30  |
| 5.        | 「Déjà vu」                                  | MEGUMI                               | 佐藤英敏   | 五島翔 コーラスアレンジ： 高橋'JACKY'香代子 | 5:09  |
| 6.        | 「The GIFT」                                 | 李醒獅 English Words by Mamie D. Lee | 大森俊之   | 大森俊之                                    | 5:05  |
| 7.        | 「RUN ALL THE WAY!（Fire Ball Groove Mix）」 | 有森聡美                             | 大森俊之   | 大森俊之                                    | 7:36  |
| 8.        | 「Just be conscious」                        | MEGUMI                               | 佐藤英敏   | 添田啓二 コーラスアレンジ：奥井雅美         | 4:41  |
| 9.        | 「心よ原始に戻れ（Naked Flower Version）」   | 及川眠子                             | 佐藤英敏   | 大森俊之                                    | 4:56  |
| 10.       | 「明日になれ」                               | MEGUMI                               | 光宗信吉   | 光宗信吉                                    | 5:37  |
| 11.       | 「Reflection」                               | MEGUMI                               | 佐藤英敏   | 添田啓二                                    | 5:23  |
| 12.       | 「Thirty」                                   | MEGUMI                               | MEGUMI     | 岩本正樹                                    | 4:48  |
| 13.       | 「幻影」                                     | MEGUMI                               | 丸尾めぐみ | 丸尾めぐみ                                  | 6:04  |
| 合計時間: | 合計時間:                                    | 合計時間:                            | 合計時間:  | 合計時間:                                   | 68:36 |

## タイアップ
| 曲名                                     | タイアップ                                                                | 初出作品                                       | 発売日         | 規格品番 | 備考                                     |
| ---------------------------------------- | ------------------------------------------------------------------------- | ---------------------------------------------- | -------------- | -------- | ---------------------------------------- |
| I'll be there（Ballade Version）         | テレビアニメ『セイバーマリオネットJ』エンディングテーマ                   | 「Suceessful Misson」                          | 1996年10月23日 | KIDA-134 | 14thシングルカップリング・バラード音源   |
| Suceessful Misson                        | テレビアニメ『セイバーマリオネットJ』オープニングテーマ                   | 「Suceessful Misson」                          | 1996年10月23日 | KIDA-134 | 14thシングル                             |
| 魂のルフラン（Aqua Groove Mix）          | 東映配給アニメ映画『新世紀エヴァンゲリオン劇場版 シト新生』主題歌         | 「魂のルフラン」（原曲）                       | 1997年2月21日  | KIDA-146 | 原曲：高橋洋子                           |
| RUN ALL THE WAY!（Fire Ball Groove Mix） | 劇場版『スレイヤーズRETURN』イメージソング                                | 『スレイヤーズRETURN：THE MOTION PICTURE "R"』 | 1996年8月21日  | KICA-314 | 13thシングルカップリング・リミックス音源 |
| Just be conscious                        | 劇場版『スレイヤーズRETURN』主題歌                                        | 「Just be conscious」                          | 1996年7月5日   | KIDA-136 | 13thシングル                             |
| 心よ原始に戻れ（Naked Flower Version）   | 東映配給アニメ映画『新世紀エヴァンゲリオン劇場版 シト新生』イメージソング | 「魂のルフラン」（原曲）                       | 1997年2月21日  | KIDA-146 | 原曲：高橋洋子                           |
| Reflection                               | 劇場版『スレイヤーズぐれえと』主題歌                                      | 「Reflection」                                 | 1997年7月2日   | KIDA-154 | 16thシングル                             |

## クレジット
| All Performed by Megumi Hayashibara | All Performed by Megumi Hayashibara |
| ----------------------------------- | ----------------------------------- |
| Produced & Directed by              | Toshimichi Ohtsuki                  |
| All Vocal Tracks Recorded by        | Hiroyuki Tsuji(辻裕行)              |
| Mastered by                         | Seiji Kaneko(金子清次)              |
| Music Production                    | emai music office                   |
| Music Production                    | Office Hoppers                      |
| Music Production                    | PAROME MUSIC                        |
| Music Production                    | PH SOUND                            |
| Music Production                    | SOFTHOUSE UNO                       |
| Music Production                    | TOHSHITU                            |
| Music Production                    | WATERCOLOR ENTERPRISE               |
| Photography                         | Hideki Hirose(広瀬秀樹)             |
| Styling                             | Asami Nishida(西田麻美)             |
| Hair & Make-up                      | Hiroyuki Shimizu(清水寛之)          |
| Design                              | Naoki Shinoda(篠田直樹)             |
| Art Work Management                 | Eiji Nakamura(中村栄司)             |
| Publicity                           | Yoh Naitou(内藤洋)                  |
| Publicity                           | Takashi Tokuhara(徳原貴之)          |
| Publicity                           | Makoto Iijima(飯島真)               |
| Special Thanks to                   | Satoru Akahori                      |
| Special Thanks to                   | Takeshi Sawamoto                    |
| Special Thanks to                   | Fushigi & Noriko                    |
| Co-oprators                         | ARTSVISION                          |